# Boomerang Blues
"Boomerang Blues" é uma canção de Renato Russo e lançada em 2003 no álbum póstumo Presente. Foi composta na sua fase de Trovador Solitário. A versão lançada em Presente recebeu um arranjo que manteve a voz e o violão de Renato e acrescentou dobro e gaita do produtor Nilo Romero. Também foi regravada pelo Barão Vermelho no álbum Declare Guerra.
Em 2017, foi incluída trilha sonora e na abertura da novela O Outro Lado do Paraíso.